# 린천한
린천한(2005년 7월 5일 ~ )은 중국의 배우다.

## 방송
- 신소오강호 (2018) - 조연
- 연희공략 (2018)
- 아적기기인남우 (2019)
- 경화연지결전여아국 (2021) - 조연
- 걸스플래닛999 : 소녀대전 (2021) - Top99
- 월가행 (2022) - 조연

## 영화
- 신항고사 (2017)
- 무법천녀지최찬첨밀 (2018) - 주연
- 남색생사연 (2019)
- 비월광년 (2020) - 조연
- 정도 (2020) - 조연
- 아적초련18세 (2023) - 주연